# ストリップ (性風俗)

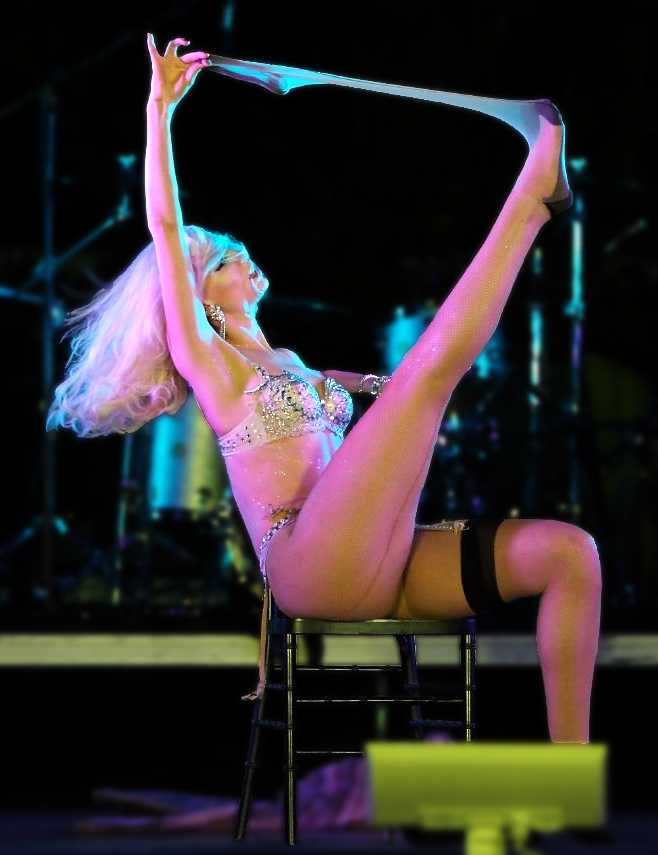
伝統的なストリップを演じるアメリカン・バーレスクのダンサー

ストリップは、舞台上で主として女性のダンサーが、音楽に合わせ服を脱いでいく過程を見せるショーである。ストリップティーズともいう。古くから大衆の娯楽の一つとなっている。

## 歴史

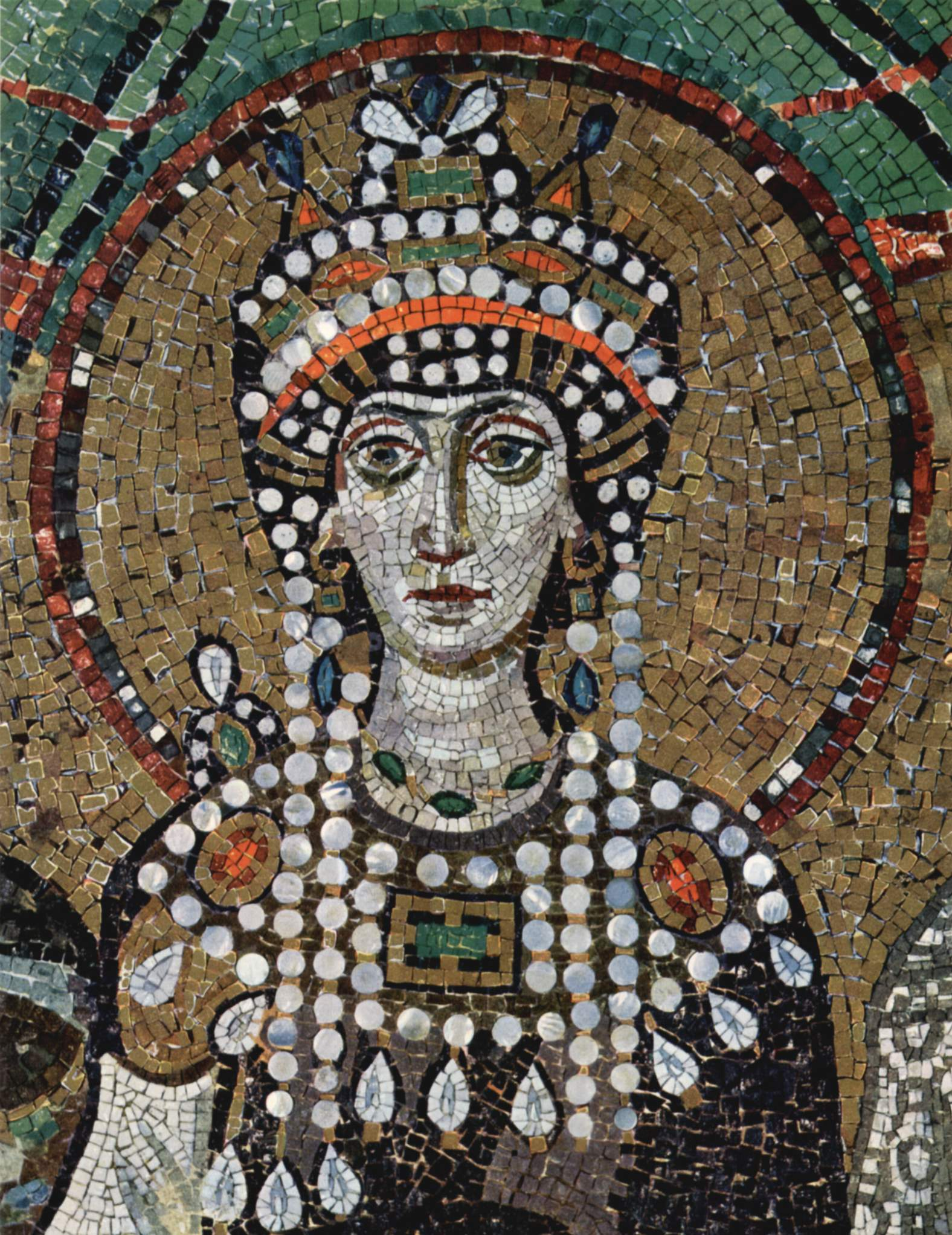
ストリップの始祖のひとりとされるテオドラ皇后のモザイク画

### 人類史上のストリップの歴史
パフォーマンスアートとしてのストリップの確かな起源は、わかっていない。古代バビロニアから現代までの間に、幾多の説がある。「ストリップ（ストリップティーズ）」という語の初出は1938年とされている。しかし、女性が徐々に服を脱ぐことで男性客を興奮させるという見世物は、少なくとも400年くらいは遡ることができる。たとえば劇作家トマス・オトウェイ（Thomas Otway 1652/03/03 - 1685/04/14）の1680年のコメディ作品The Soldier's Fortuneで、登場人物のひとりの台詞に「Be sure they be lewd, drunken, stripping whores」というのがあり、「stripping」という言葉が出てきていることを確認できる。
神話の中にも、ストリップとも受け取れる事象を見出すことができる。シュメールの神話の中に、女神イナンナが地獄に向かうシーンがある。7つの門それぞれで、彼女は衣類を脱ぎ、装身具をはずしていったという。
マタイ伝14:6やマルコ伝6:21-22には、サロメがヘロデ・アンティパスのためにダンスを踊る記述がある。サロメがヘロデ王に見せたダンスが「7つのヴェールの踊り」として有名になり、現代のストリップティーズの源流のひとつとみなされるようになったのは、オスカー・ワイルドの詩劇『サロメ』が出版されたのちの1893年になってからである。1905年に初演されたオスカー・ワイルドの詩劇のリヒャルト・シュトラウスによるオペラヴァージョン以降、「7枚のヴェールの踊り」は、オペラ・ボードビル・映画・笑劇などにおけるスタンダードなものとなった。初期の有名な演者としては、モード・アレン（Maud Allen 1873/8/27? - 1956/10/7）をあげることができる。彼女は1907年にエドワード7世の前でこの出し物を行った。
6世紀の東ローマ帝国ユスティニアヌス1世の妻テオドラ皇后は、いくつかの考古学的資料によれば、もともとは娼婦を兼ねた女優としてキャリアをスタートさせており、その出し物の中には神話にもとづいて服を脱ぐ、ストリップのルーツとなる表現が含まれていた。
近代ストリップの別の源流としては、北アフリカやエジプトに入植したフランス人によるガワジーダンスの再発見があげられる。ガワジーの出し物のひとつであるエロティックな「みつばちのダンス」は、クチュック・ハネム（Kuchuk Hanem）として知られているダンサーによって演じられ、フランス人作家のギュスターヴ・フローベールによって再発見され、描写された。このダンスの中で、ダンサーは服を脱ぐ。しかしこのダンスが伝統的なものであったかどうかはよくわかっておらず、商業的要請によってこのような出し物となった可能性も否定はできない。

### フランスにおけるストリップ史
1880年代から1890年代にかけて、ムーランルージュやフォリーベルジェールなどのショウでは、わずかな衣装のみをつけた女性のダンスと活人画などの見世物が行なわれていた。このような状況の中で、1890年代に「這い回る虱を探すためにゆっくり服を脱いで行く女」という出し物が演じられた。アメリカ合衆国の民俗史書『The People's Almanac』は、これが「近代ストリップの源流である」としている。
1905年には、のちにフランスでスパイとして処刑され悲劇のヒロインとしても有名になるマレー系オランダ人の伝説的ダンサーマタ・ハリが、ギメ東洋美術館のステージでデビューして大成功した。彼女のショーでもっとも有名だったのは、宝石がいっぱいについたブラジャーや体を飾る宝飾品を見せるシーンだった。
もうひとつのランドマークとなった出し物は、1907年にムーランルージュで行なわれたものだった。ジェルメーヌ・アイモス（Germaine Aymos）と呼ばれた女優は、わずか3つの小さな貝殻だけを身に着けていた。1930年代、歌手としても知られるジョセフィン・ベーカーは、フォリー劇場やその他タバリン通りの劇場で演じられた「danse sauvage」の中で、セミヌードでダンスを踊った。これらのショウは、洗練された振り付けや豪華な衣装が特徴だった。
1960年代にはいると、パリのクレイジーホースなどで全裸のショーが行われるようになった。
- 伝説的ダンサーであるマタ・ハリ
- ジョセフィン・ベーカー（1927年）

### アメリカ合衆国におけるストリップ史
アメリカ合衆国のストリップは、移動式カーニバルや初期のバーレスクの劇場ではじまった。初期の代表的なストリッパーにはジプシー・ローズ・リー（Gypsy Rose Lee 1911/01/08 - 1970/04/26）やサリー・ランド（Sally Rand 1904/04/03 - 1979/08/31）がいる。空中ブランコ芸人だったシャーミオン（Charmion 1875/07/18 - 1949/02/06）は、1896年という早い時期に、空中ブランコの上で服を脱いでいくという見世物を行なった。その映像は、1901年にトマス・エジソンによって撮影された『Trapeze Disrobing Act』という作品に残されている。
現代的なストリップを含むアメリカン・バーレスクのもうひとつの一里塚と言えるのは、1925年4月に演じられた、伝説的な「ミンスキーのバーレスク」である。それはミンスキーブラザースによってニューヨーク42番街の劇場で上演された。このバーレスク劇場でのストリップの上演は、何度か警察沙汰になった後、当該劇場「グラインドハウス」の品位を低下させたとして、1937年に廃止された。
1960年代になって、ストリップは、トップレス・ゴーゴーダンスとして復活した。サンフランシスコ・ノースビーチにあったコンドルナイトクラブのダンサー、キャロル・ドーダ（Carol Doda 1937/08/29 -）が「最初にブラジャーを脱ぎ捨てたダンサー」として歴史に名を残している。コンドルナイトクラブは1964年にオープンしたが、ドーダのトップレスダンスショーは同年6月19日の夕刻にはじまったとされている。コンドルナイトクラブのショーは、1969年9月3日にランジェリーも脱ぎ捨てた。そして、この「全裸スタイル」は、アメリカ合衆国におけるストリップの主流となっていった。
サンフランシスコには、その筋では有名な「Mitchell Brothers O'Farrell Theatre」も存在していた。この劇場は、ラップダンスをストリップに導入した先駆者であり、この流れは合衆国中に、さらには世界中に、広がっていった。
- ジプシー・ローズ・リー
- コンドルナイトクラブ
- アメリカのストリッパー

### イギリスにおけるストリップ史

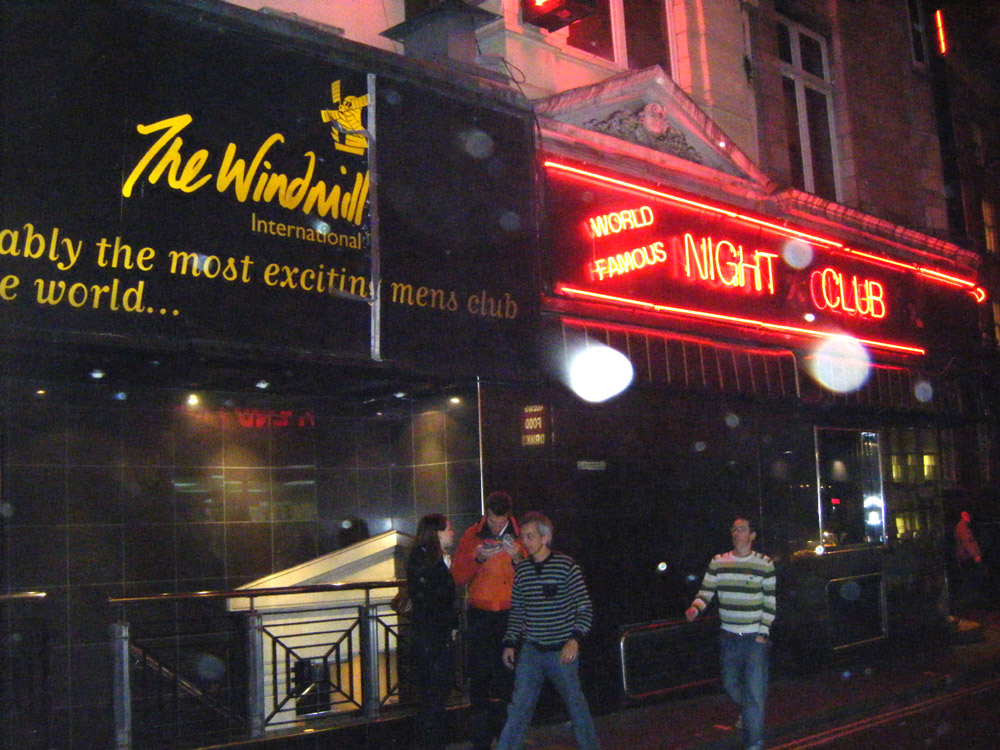
ウィンドミル劇場

イギリスでは、ローラ・ヘンダースン（Laura Henderson 1864 - 1944/11/29）がロンドンのウィンドミル劇場でヌードショーをはじめたが、英国の法律は1930年代に裸の女性が動くことを禁じるに至った。この禁令をかいくぐるために、モデルたちは活人画のように静止することになった。このウィンドミル劇場の女たちは、ロンドンや周辺の劇場にも遠征した。彼女たちは、時としてロープを使って回転し体中をぐるっと見せることもあったが、とりあえずは自らの意思で動いてはいないという形式を整えることで、禁令をかいくぐり続けた。
もうひとつの禁令突破法として考えられたのは、扇ダンスだった。1942年、フィリス・ディキシー（Phyllis Dixey 1914/2/10 - 1964/6/2）は、会社を設立し、ロンドンにホワイトホール劇場を開いて、「ホワイトホール・フォリーズ」と呼ばれるセクシーな時事風刺劇をはじめた。
1950年代まで、ストリップの巡回興行は、さびれたミュージックホールにとって、観客を集められる出し物として行われていた。ポール・レイモンドは、彼の巡回鉱業を1951年にはじめているが、その後ソーホーでドーリア式ダンスを学び、1958年にはプライベートな会員制倶楽部「レイモンド・レヴューバー」を開いた。これは、イギリス初のストリップクラブであった。1960年代に法律が改訂されたことから、ソーホーではストリップクラブのブームが巻き起こり、また全裸でのダンスも一般化した。会場としてはパブがしばしば使われた。中でもパブが集中するショラディッチ地区のイーストエンドに多く見られた。このパブ・ストリップは、トップレス・ゴーゴーダンスの流れを汲んだものと考えられている。これらのパブはしばしば地域警察などからのいやがらせを受けたものの、それらのうちいくつかは現代も生き残っている。これらのパブ・ストリップに特徴的な習慣として、ストリッパー自身が演じる前にビールジョッキを持って客席を回り観客からチップを集めるというものを挙げることができる。この習慣は、1970年代に、トップレス・ゴーゴーダンサーが「全裸が見たければ金を出しな」という趣旨ではじめたものであると考えられている。また、更に猥褻でもろ出しの「プライベート・ダンス」と呼ばれるものをパブ内の個室で演じるということも多くのパブで行なわれている。

### 日本におけるストリップ史
神話世界でのアメノウズメの天岩戸の前での踊りが、日本のストリップの元祖という話が決まって出るほど馴染みが深いものであり、日本人は元来そのようなものに一定の理解があった。前史として、浅草のレビュー「カジノ・フォーリー」で「金曜日に踊り子がズロースを落とす」（つまり中身が見えてしまう）という噂によって大入りを続けたことがある。
一般的な形でのストリップは1947年1月15日、東京都新宿角筈（現新宿三丁目）の帝都座5階演芸場で、本邦初のヌードショー「ヴィーナスの誕生」という催物として始まった。歌や踊り、コントなどが演じられる全27景のバラエティショーの一景として演じられ、ヌードを見せるのは長くて30秒程度だった。この時のモデルは甲斐美晴。企画演出は秦豊吉。スタッフには東郷青児もいた。乳房は露出していたが、陰部は扇で隠されていた。モデルが動けば風俗擾乱として摘発する旨がGHQから寄せられていたため、実際の女性が西欧の裸体画に扮し、踊りはなくじっとしているものであったので「額縁ショー」と呼ばれていた。それでも大変なショックで、大きな反響を呼び、殺到した客が5階の階段を埋め尽くして、地上に長い列を為したという。その後、規制は緩和され、変化を付けるため、行水ショーなど様々に工夫された。1948年3月、台東区浅草の常盤座にて初めて踊りを取り入れた本格的なストリップショーが開催された
その後、全国的な広がりを見せ、大衆娯楽へとなった。特に松竹（東劇バーレスク・ルームや浅草公園劇場「パークバーレスク」。ジプシー・ローズ）、東宝（日劇ミュージックホール）といった日本の二大興行主や東京吉本も一時参入したのが特筆される。当時の映画に「カルメン故郷に帰る」があり、ストリップをめぐる世相も伺うことができる。また、ストリッパーは当時「ヌードさん」とよく呼称されていた。
1948年、広島市内のストリップ劇場が摘発を受けた。劇場側が猥褻ではなく芸術であると主張して法廷で争われたが、1950年、最高裁は女性が下半身を露出した状態で約1分半ポーズをとった行為などについて公然わいせつ罪にあたるとの判断を示した。
1950年代、フランス座やロック座などでは幕間に、佐山俊二、長門勇、谷幹一、関敬六、戸塚睦夫、海野かつを、渥美清、東八郎、由利徹、八波むと志、財津一郎、三波伸介、伊東四朗、石井均、萩本欽一、坂上二郎らの喜劇人がコントを披露した。その後は1970年代のビートたけしや、1980年代のコント赤信号（渋谷道頓堀劇場）から浅草キッド（フランス座）の頃まで、衰退しながら続いた。
またこの頃、ストリップダンサーはバタフライといわれる一種の前張りを股間に付けていた（後に出るOS系に比しTS系と呼ばれる）。
1965年8月、警察庁は全国のストリップ劇場の一斉取り締まりを実施。全国313軒の劇場のうち90軒が何らかの理由で摘発された。
1970年代頃から、関西地区を中心に全裸になって（全スト）女性器を見せる特出しショーの一条さゆりらが人気を博した（いわゆるOS系）。一条は摘発されたが、次第に全ストが一般的になった。また、舞台で女性出演者同士の絡む様を見せる「レスビアンショー」（レズではない）、出演者のカップルが本番行為を行う「白黒ショー」、同様に出演者のカップルがSMプレイを行う「残酷ショー」、お客が踊り子と舞台上で性交をする「マナ板ショー」（後述）が全盛になった。徐々にTS系をどぎついOS系が凌駕していく。その頃には「ヌード・インテリジェンス」といった専門雑誌までが登場した。ショーの内容は更にエスカレートし、ポニーと踊り子による「獣姦ショー」も登場したが、1985年の風営法の施行後は警察による取締り強化のためストリップ劇場が激減した。
また1970年代のストリップとコメディとの関わりとしては、人気テレビ番組『8時だョ!全員集合』で、ドリフターズの加藤茶による、ストリップをモチーフにとったギャグ「チョットだけよ」（タブー _(ラテン音楽)も参照のこと）が一世を風靡したことが特筆される。が、意味も解らない低年齢の子供からも盛んにマネをされるほどの大流行をし、低俗番組として指弾の対象となる。
1980年代は、アイドルストリッパーとして人気を博した美加マドカ、本番は行わず「オナニーショー」で有名になった清水ひとみ、後に「伝説の踊り子」と呼ばれた影山莉菜など、若く容姿に恵まれたアイドル・ダンサーが活躍した。またこの頃は、社会的にまだ話題に取り上げることができた時期で、レコードとして笑福亭鶴光のうぐいすだにミュージックホール（オールナイトニッポンにて深夜に登場）やラジオ大沢悠里ののんびりワイドで看板のお色気大賞コーナーがあり、ストリップの話題がお茶の間に流れた。
また、その頃から（1990年頃以降は特に）観客の人気を集めるためアダルトビデオに出演していた女優が舞台に上がることも多くなり、導入当初は会場前に長蛇の列が出来、入替制にするなどの人気が上がったが、集客は逓減し続け、2000年代に入る頃には全盛期と比べると見る影もない状況となった。
近年では他の性的娯楽の選択肢が増えたこともあり、入場者数が減少し、経営が成り立たず閉鎖を余儀なくされる劇場も多い。改正風俗営業法の規制下に入り、屋台のように一旦営業が取り止めになると新規の営業許可が出ない事となった。閉鎖されていく劇場がある一方で一定程度の客数を確保している劇場も都市部を中心として複数存在するが、こうした劇場もポラロイドショーによる収入が劇場経営を支えている側面が強くなっている。また、女性客にアピールする目的で女性・カップルの優先席を設けるなどの試みを行う劇場もある。関西系のどぎつい出し物の台頭という変遷、単なる性風俗と化した様相のストリップに対し、その揺り戻しともいえるTS系の台頭が相対的に進むが、絶対的な劣勢を跳ね返す程にはなっていない。2000年代には、若林美保や牧瀬茜らのストリッパーが活躍した。
2018年（平成30年）10月2日にはNHK総合テレビでストリップがテーマの「ノーナレ」（裸に泣く）が放送されるなど、演じ手と同性である女性からの人気が高まりつつある。地方まで追っかけをする女性ファンも存在する。2020年には啓蒙漫画『女の子のためのストリップ劇場入門』（菜央こりん著）が発売されヒットした。
2021年（令和3年）4月14日午後0時半頃、シアター上野が警視庁の摘発を受け、経営者の55歳の男やダンサーの女ら6人が公然わいせつの現行犯で逮捕された。客は15人だった。客の至近距離で脚を開いたり、一定期間、下半身に照明を当てて見せたりするなど下半身を強調する演出が公然わいせつに当たると判断された模様。
ダンス批評家の武藤大祐は2022年に、鍛え抜かれた正統派の「ダンサー」とは異なるものの「ストリップこそがダンスのハードコア」と著述している。

## ストリップを題材とした作品
ストリップを題材にした作品、またはストリッパー、ヌード・ダンサーらが出演した作品。

### 邦画
- カルメン故郷に帰る（1951年）
- かぶりつき人生(1968年)、主演・殿岡ハツエ、 監督神代辰巳
- 一条さゆり　濡れた欲情(1972年) 監督神代辰巳
- 濡れた欲情　特だし21人(1972年)、宝京子らストリッパー20人以上出演
- 桐かおる　日本一のレズビアン(1974年)
- レズビアンの女王　桐かおる(1975年)
- 喜劇 特出しヒモ天国(1975年)　監督森﨑東、山城新伍、池玲子、芹明香
- （本）噂のストリッパー（1982年）:岡本かおり
- 縄とい乳房(1983年)
- 美加マドカ　指を濡らす女(1984年)
- 不倫(1986年)主演・児島美ゆき。宝京子らダンサー出演
- でべそ（1996年）:川上麻衣子
- 素顔のままで（1996年）
- 蝉祭りの島(1999年):土屋久美子
- 火垂(2000年)監督仙頭直美:中村優子-2009年に別バージョンがカンヌ映画祭で発表
- ゾンビ・ストリッパーズ（2008年）
- マジック・マイク（2012年）男性ストリップを描く
- ソウル・フラワー・トレイン（2013年）:真凛
- ハスラーズ（2019年）
- 彼女は夢で踊る（2019年）
- 唄え!裸舞ソング ふれてGコード（2021年）

### テレビ
テレビドラマ
- 傷だらけの天使(1974-75年）第3話、有名美人女優の中山麻里がヌードになり、視聴者を驚かせた。萩原健一、水谷豊出演。
- 特捜最前線 230話「ストリップ・スキャンダル！」 - 風間杜夫演じる現職警官が泡踊りショーに参加し公然わいせつ罪で逮捕される。
- 聖者が街にやって来た（1982年） - NHKが「銀河テレビ小説」枠で制作・放送したストリップ小屋を舞台とした連続ドラマ。最終回では、布で巧みに隠されていたとはいえ、全裸の女性が踊った。

バラエティ番組
- 独占！ 男の時間 - 厳密に言うとストリッパーではないが、浅茅けいこ、あき竹城ら日劇ミュージック・ホールのヌード・ダンサーが出演した。
- 8時だョ!全員集合（TBS） - 1970年代に加藤茶がストリップのギャグを行い人気を博す。
- ビートたけしの絶対見ちゃいけないTV（TBS） - 2009年8月および12月、2010年9月および12月の回で、小向美奈子がストリップショーを行った（小向は2009年6月に浅草ロック座でストリップショーを行っていた）。また2012年12月の回では、壇蜜がストリップショーを行った。

アニメーション
- 新・キューティーハニー（1995年） - 8話にて主人公がストリップ劇場で踊り子になる。ただし、このストリップのシーンよりアクションシーンの方が露出度が高い。
- パーフェクトブルー（1997年） - 「脱げる女優」に転向した元アイドルが、劇中劇での「ストリッパーが観客に襲われる」シーンを演じる。

### 漫画
- とく出しまる出し （1975年 コミック社 コミック1000 ビッグ錠 全1巻)
- さすらい麦子 （1976年 講談社 講談社コミックス 里中満智子 全2巻)
- 無頼・ザ・キッド （1977年 小学館 マンガくん 永井豪）5話『踊り子ガンマン』 - 16歳でもストリップ劇場に行ったり踊ったりできる近未来。主人公の男子高校生が鑑賞した女子高生のストリッパーが自分の学校に転入してくる。
- 真知子（1977年～ 日本文芸社 向後つぐお 全6巻
- 華姫レビュー （2002年 双葉社 三浦みつる 全2巻)
- セカンドストリップ（2006年 講談社 講談社コミックスデザート KUJIRA 全1巻)
- ストリップ・ヴァージン（2006年 講談社 講談社コミックスデザート 『セカンドストリップ』に掲載 KUJIRA 全1巻)
- 池袋レインボー劇場（2015年）

### 演劇
- 日本人のへそ - 1969年初演は井上ひさし作。1977年には映画化された。2011年版は笹本玲奈作。
- ストリッパー物語 - 1973年初演はつかこうへい作、演出は根岸季衣と渋谷亜希。

## 女性向け男性ストリップ
男性ストリップは、主として女性またはゲイ観客向けに行われる。かつては日本でも「J-men's Tokyo」のように外国人男性のショーがあった。なお、日本の法律では性器を露出するのは違法となっているので、大きな劇場での男性ストリップの興行は極めて難しい。
男性ストリッパーの世界を描いた映画として「フル・モンティ」、「マジック・マイク」、ラ・ベア　マッチョに恋して(監督=ジョー・マンガニエロ)がある。

## 関連人物
- マギー司郎 - 下積み時代に、当時営業していた全国すべてのストリップ劇場を渡り歩いた[36]。
- 原芳市 -ストリップを長く撮影していた写真家。
- 谷口雅彦 -1990年代初頭からストリップを長く撮影している写真家。現在進行形。最後のストリップを追う写真家と言われている。著書『裸女の絢爛絵巻　‐ストリップはいま‐』（河出文庫刊）。かつてあったストリップファン誌『SDJ』の専属写真家としても活躍。